# ヒド・イェルツェン
ヒド・イェルツェン（Guido Görtzen、 1970年11月9日 - ）は、オランダの元男子バレーボール選手、指導者。元オランダ代表。

## 来歴
1994年にオランダ代表入り。
1996年アトランタオリンピックでの金メダル獲得をはじめ、オリンピックは3大会に出場。オランダ代表としては通算425試合に出場した。
1997年からは松下電器・パナソニックパンサーズでレフトアタッカーとして3シーズンプレーし、第4回Vリーグ（97/98シーズン）と第5回Vリーグ（98/99シーズン）ではベスト6に輝いた。
2008年北京オリンピックはヨーロッパ予選で敗退し、本選への出場はならなかった。この年に現役引退。
2024年、ベルギーのVCグリーンヤード・マーサイクの監督に就任した。

## 球歴
- オランダ代表（1994-2008年）
  - オリンピック - 1996年（金メダル）、2000年、2004年

## 所属チーム

### 選手
- VCL Geevers
- Nashua Geldrop（-1992年）
- ComputerPlan VCN（1992-1995年）
- ガベカ・パッラヴォーロ（1995-1997年）
- 松下電器・パナソニックパンサーズ（1997-2000年）
- モデナ・バレー（2000-2002年）
- ペルージャ・バレー（2002-2004年）
- イスクラ・オジンツォボ（2004-2006年）
- Ortec Rotterdam Nesselande（2006-2007年）
- Moerser SC（2007-2008年）

### 指導者
- 仁川大韓航空ジャンボス コーチ（2016-2017年）
- VC Limax 監督（2018-2024年）
- U19オランダ代表 コーチ（2022年）
- U23オランダ代表 監督（2023-2024年）
- VCグリーンヤード・マーサイク（2024-）

## 受賞歴
- 1997年 - ワールドリーグ MVP、得点王
- 1997年 - 欧州選手権 MVP
- 1998年 - 第4回Vリーグ ベスト6
- 1998年 - 第47回黒鷲旗 ベスト6
- 1999年 - 第5回Vリーグ ベスト6
- 2000年 - 第49回黒鷲旗 敢闘賞、ベスト6
- 2000年 - ワールドリーグ ベストスパイカー
- 2001年 - セリエA1 ベストレシーバー
- 2006年 - 欧州リーグ MVP